# Yamaga

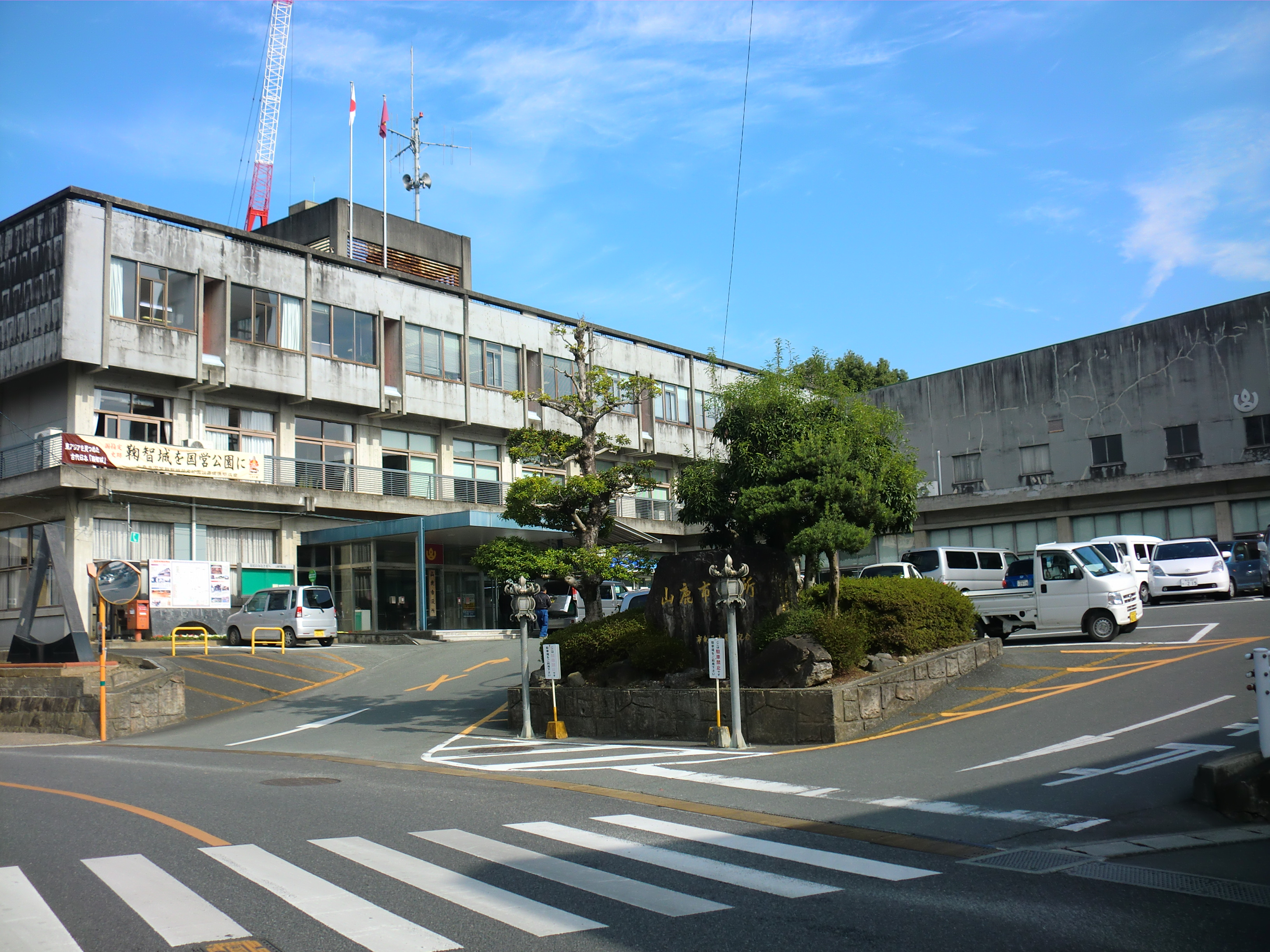
Rathaus von Yamaga

Yamaga (jap. 山鹿市, -shi, wörtlich: „Bergrotwild“) ist eine japanische Stadt in der Präfektur Kumamoto auf der Insel Kyūshū.

## Geographie
Yamaga liegt nördlich von Kumamoto und südlich von Fukuoka und Kurume.

## Geschichte
Die Stadt Yamaga entstand am 15. Januar 2005 aus dem Zusammenschluss der Gemeinden Kahoku (鹿北町, -machi), Kamoto (鹿本町, -machi), Kaō (鹿央町, -machi) und Kikuka (菊鹿町, -machi) im Landkreis Kamoto.

## Verkehr
- Straße:
  - Nationalstraße 3: nach Kitakyūshū und Kagoshima
  - Nationalstraßen 325, 443

## Sport
Vom 30. November bis zum 15. Dezember 2019 war Yamaga, zusammen mit Kumamoto und Yatsushiro, Austragungsort der 24. Handball-Weltmeisterschaft der Frauen.

## Söhne und Töchter der Stadt
- Kiyoura Keigo (1850–1942), 23. Premierminister von Japan
- Mayumi Aoki (* 1953), Schwimmerin
- Takuya Wakasugi (* 1993), Fußballspieler
- Sō Kawahara (* 1998), Fußballspieler

## Angrenzende Städte und Gemeinden
- Präfektur Kumamoto
  - Kikuchi
  - Nagomi
  - Ueki
  - Gyokutō
- Präfektur Fukuoka
  - Kurogi
  - Tachibana
  - Yabe
- Präfektur Ōita
  - Hita